# علاونه‌فای
علاونه‌فای، روستایی در دهستان کرخه بخش مرکزی شهرستان حمیدیه در استان خوزستان ایران است. این روستا، مرکز دهستان کرخه است.

## جمعیت
بر پایه سرشماری عمومی نفوس و مسکن در سال ۱۳۹۵، جمعیت این روستا برابر با ۲٬۱۵۸ نفر (۶۲۹ خانوار) بوده است.